# Joos Banckersweg
De Joos Banckersweg is een straat in Amsterdam-West. Ze is per raadsbesluit van 20 april 1939 vernoemd naar admiraal Joos Banckers.

## Ligging en geschiedenis
De straat begint aan de Jan van Galenstraat en eindigde bij de aanleg bij de Willem Barentszstraat, een straatnaam nog gegeven door de gemeente Sloten. Deze Willem Barentszstraat werd in 1939 omgedoopt in Roelantstraat, omdat Amsterdam al een Barentszstraat had. De straat loopt tussen die straten parallel aan de Admiraal de Ruijterweg.
Tot ver in de jaren dertig lag hier agrarisch gebied, eerst in de gemeente Sloten en vanaf 1921 de gemeente Amsterdam. Bewoners van de oneven zijde van de Admiraal de Ruijterweg keken jarenlang over dit open gebied uit. De straat werd aangelegd in het kader van Algemeen Uitbreidingsplan van Cor van Eesteren, deelplan Bos en Lommer, maar wordt praktisch gezien ingedeeld als deel van de wijk Landlust. Met die wijk heeft de straat haar vernoeming naar een zeeman gemeen. De geschiedenis begint in januari 1939 als dan een nog naamloos terrein in erfpacht wordt gegeven bij de NV Bouwmaatschappij Marbo III met directeur L.J. Borst. Die wilde in strokenbouw 75 woningen, een woon-winkelruimte, een CV-ruimte en rijwielbergplaats bouwen. Als aanvulling zouden er ook 19 bergplaatsen in de tuinen geplaatst worden. Het besluit daartoe was eigenlijk niet meer nodig, Marbo was al aan het heien. De heer Borst trok destijds op met architect Zeeger Gulden, die gespecialiseerd was in arbeiderswoningen; het is niet bekend of Gulden de ontwerper is van dit blok. Zelf was Gulden verklaard voorstander van enige luxe voor de arbeiders maar Bouw- en Woningtoezicht zag dat niet altijd terug. Het zou uitlopen op een conflict met wethouder Monne de Miranda over verstrengelde belangen naar de Dienst der Publieke Werken. Een van de eerste huizen die werd opgeleverd, was nr. 8, het kantoor van Borst zelf. Vanaf de inrichting van de terreinen hier was duidelijk dat het terrein ten westen van de straat sportterrein zou worden (Sportpark Joos Banckersweg). Dat sportpark werd pas begin 21e eeuw bebouwd en kreeg de naam Joos Banckersplantsoen. De Joos Banckersweg kreeg in diezelfde tijd een andere inrichting, er werd een middenberm aangelegd met parkeerplaatsen (in plaats van parkeerplaatsen langs de stoeprand).
De Bos en Lommerweg heette van 1922 tot 16 mei 1934 de Joos Banckersstraat.

## Gebouwen
De straat is van origine maar aan een zijde bebouwd. Het is gebouwd in strokenbouw, hier maar een strook. Die strook loopt vanaf de Jan van Galenstraat, de hoek om de Joos Banckersweg op. Het bouwblok met portiekwoningen loopt door tot vlak voor de Roelantstraat. Daar ligt een hoek met open ruimte. Dit is een gevolg van het idee dat de in de jaren dertig gegraven De Rijpgracht nog verbinding zou gaan maken met de Erasmusgracht. De Tweede Wereldoorlog en de woningschaarste zouden dat verhinderen (voor die geplande verbinding moest de zuidelijke gevelwand van De Rijpstraat gesloopt worden). Vanuit de lucht gezien (en op kaarten) is te zien dat dat laatste stukje Joos Banckersweg in het verlengde ligt van het laatste woonblok langs de De Rijpgracht. Het gehele blok is in 2003 gerenoveerd. Het blok heeft een doorlopende nummering van 1 (bij de Jan van Galenstraat) tot en met 29. Verder zijn er huisnummer 18a voor een sporthal (AKC Blauw-Wit), 39 voor een elektriciteitshuisje en 41 (gemaal tussen De Rijpgracht en Erasmusgracht).

## Afbeelding

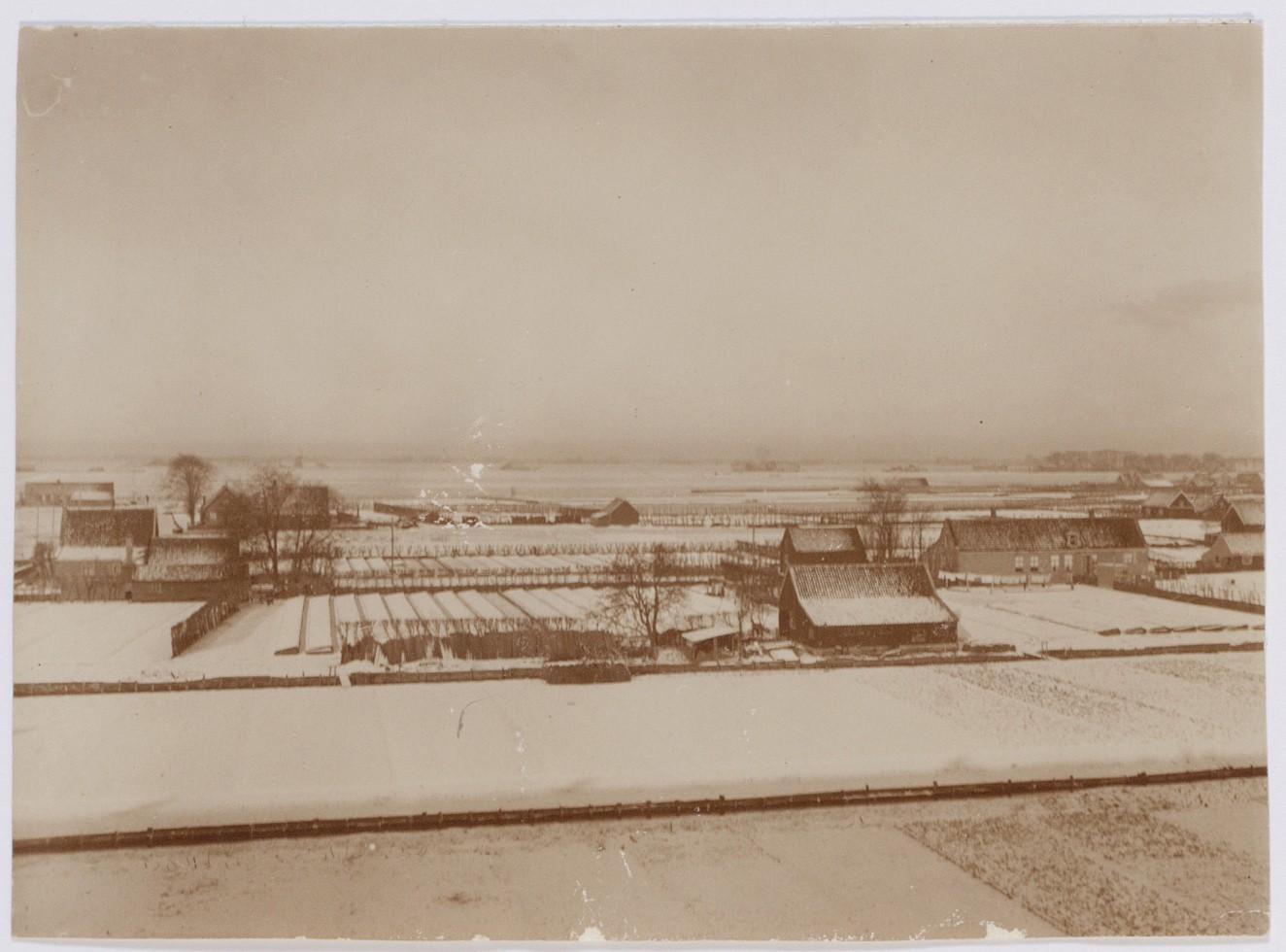
Joos Banckersweg in circa 1918
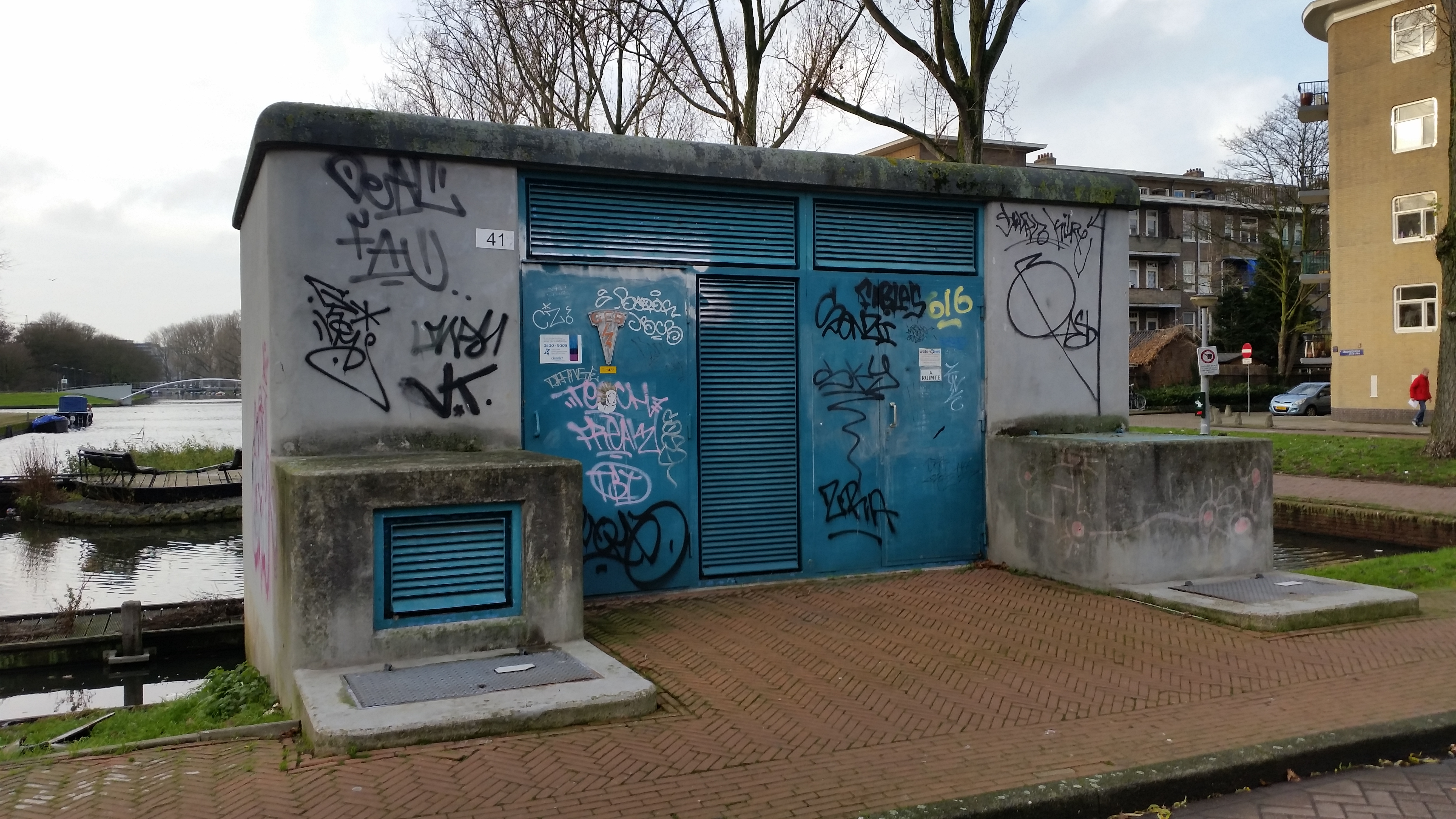
Joos Banckersweg 41 (december 2018); het huisje werd in 2021 overgeschilderd met Zuiver
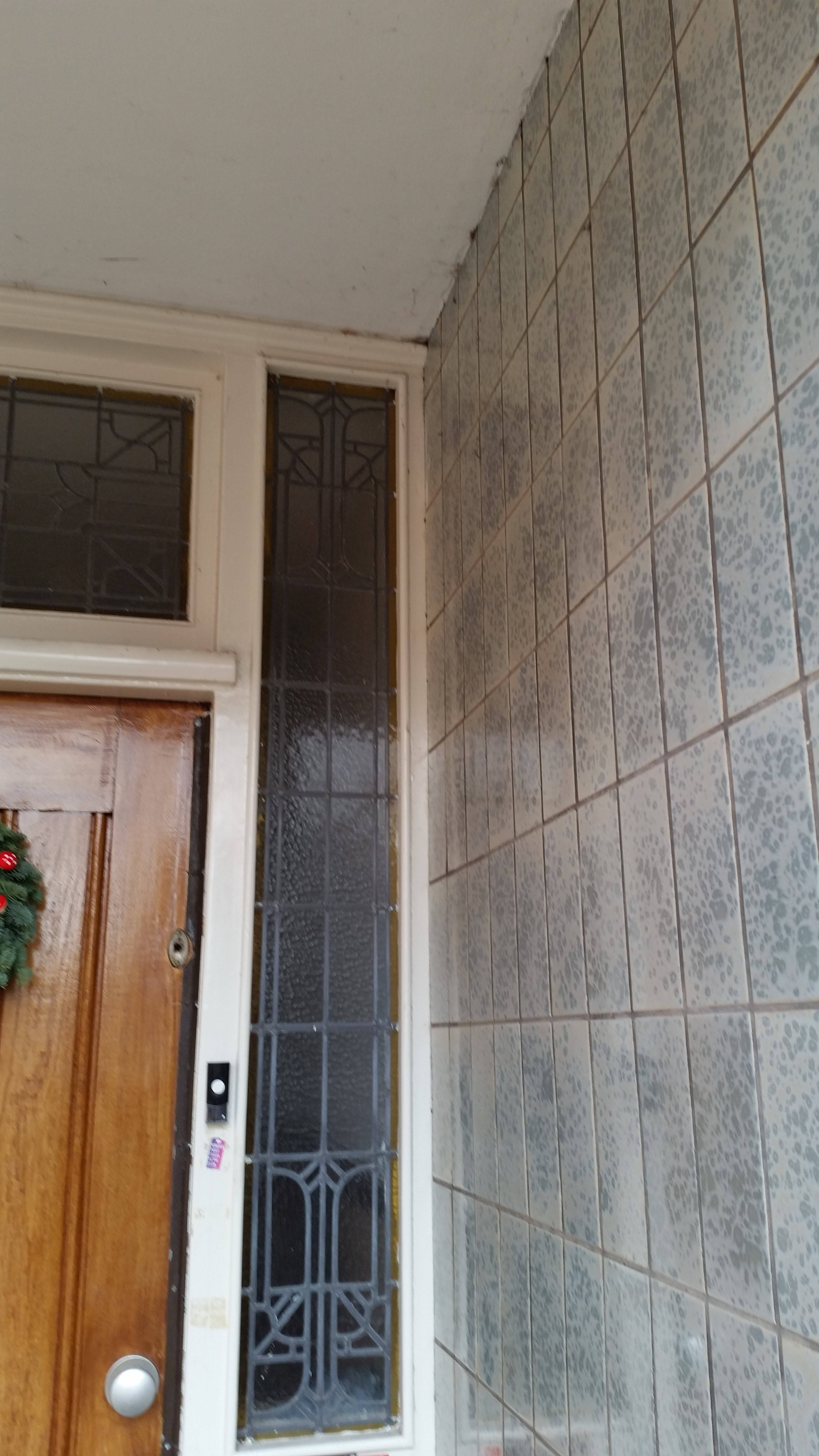
Portiek 25-26 met tegelwerk en Glas-in-lood (december 2018)
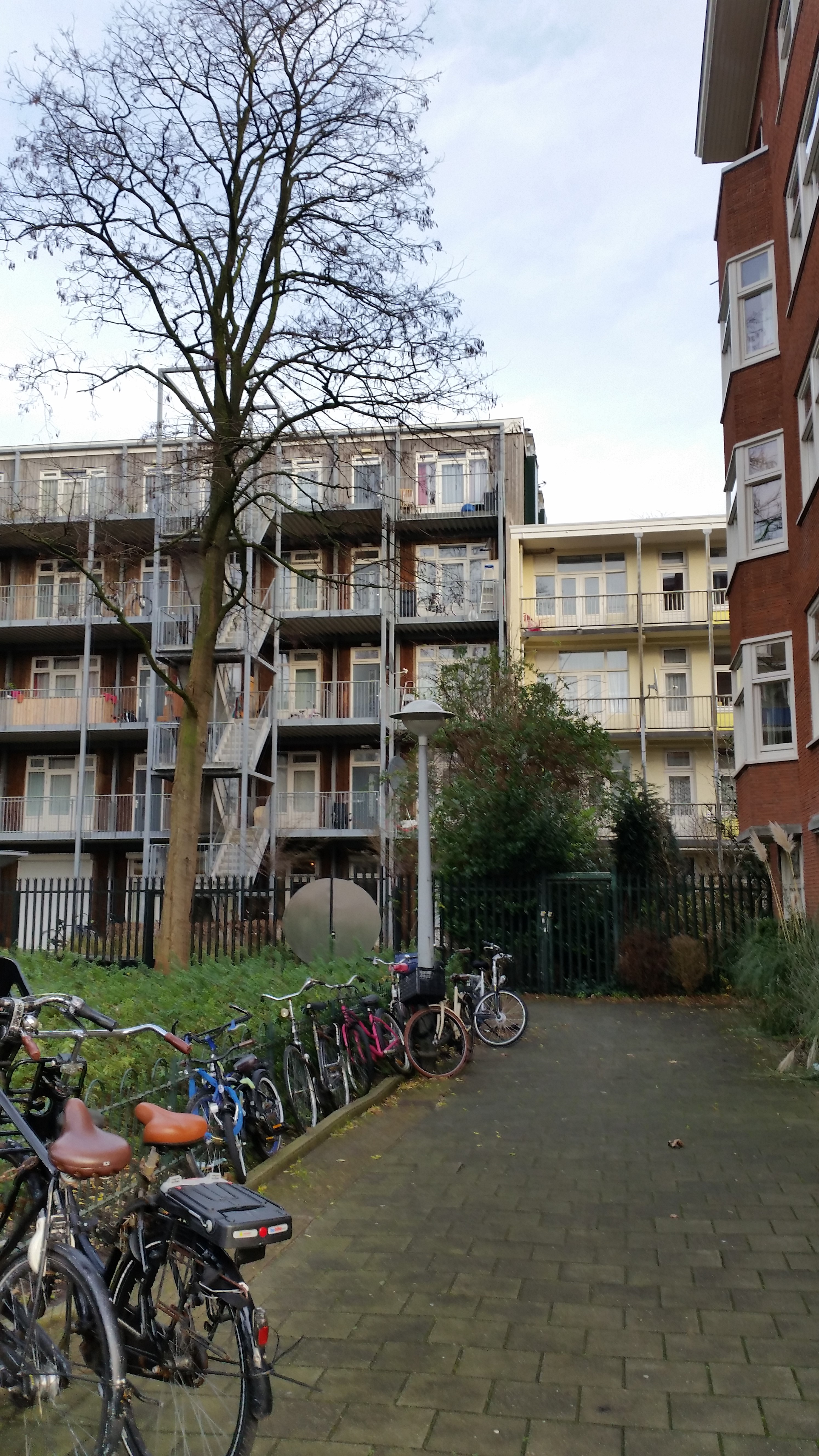
Gat in de bebouwing Joos Banckersweg (december 2018)